# Герберт Гупперц
Герберт Гупперц (нім. Herbert Huppertz; 3 червня 1919 — 8 червня 1944) — німецький льотчик-ас винищувальної авіації, майор люфтваффе (1944, посмертно). Кавалер Лицарського хреста Залізного хреста з дубовим листям.

## Біографія
Влітку 1937 року вступив в люфтваффе. Після закінчення авіаційного училища в 1939 році зарахований в 6-у ескадрилью 51-ї винищувальної ескадри. Свою першу перемогу здобув під час Французької кампанії 28 травня 1940 року, збивши британський «Спітфайр» в районі Дюнкерка. Під час битви за Британію здобув 4 перемоги. Навесні 1941 року переведений в 12-у ескадрилью своєї ескадри, з якою брав участь в Німецько-радянській війні. 25 серпня 1941 року збив свій 34-й літак. У вересні 1941 року переведений в 1-у навчальну ескадрилью своєї ескадри, де займався підготовкою поповнення, в грудні 1941 року повернувся на Східний фронт і був зарахований в штаб 3-ї групи своєї ескадри. З 27 січня 1942 року — командир 12-ї ескадрильї 1-ї винищувальної ескадри, дислокованої в Бресті, а потім переведеної в Норвегію. З березня 1942 року — командир 9-ї ескадрильї 5-ї винищувальної ескадри, з 9 листопада 1942 року — 3-ї ескадрильї, а невдовзі — 10-ї ескадрильї 2-ї винищувальної ескадри. З лютого 1944 року — командир 3-ї групи 2-ї винищувальної ескадри. 22 лютого був збитий і отримав поранення. В перший день висадки союзників в Нормандії збив 5 винищувачів союзників (це були його 73-77 перемоги). 8 червня 1944 року його літак (FW.190A-8) був збитий американським винищувачем і Гупперц загинув.
Всього за час бойових дій збив 78 літаків противника, в тому числі 33 радянські та 17 чотиримоторних бомбардувальників В-17 і В-24.

## Нагороди
- Нагрудний знак пілота
- Залізний хрест
  - 2-го класу (30 травня 1940)
  - 1-го класу (9 жовтня 1940)
- Почесний Кубок Люфтваффе (26 квітня 1941)
- Німецький хрест в золоті (26 грудня 1943)
- Лицарський хрест Залізного хреста з дубовим листям
  - лицарський хрест (30 серпня 1941) — за 34 перемоги.
  - дубове листя (№512; 23 червня 1944, посмертно)
- Авіаційна планка винищувача